# Copidosomopsis coni
Copidosomopsis coni är en stekelart som beskrevs av Trjapitzin, Voinovich och Sharkov 1987. Copidosomopsis coni ingår i släktet Copidosomopsis och familjen sköldlussteklar.
Artens utbredningsområde är Vietnam. Inga underarter finns listade i Catalogue of Life.